# Jardim Botânico Hanbury

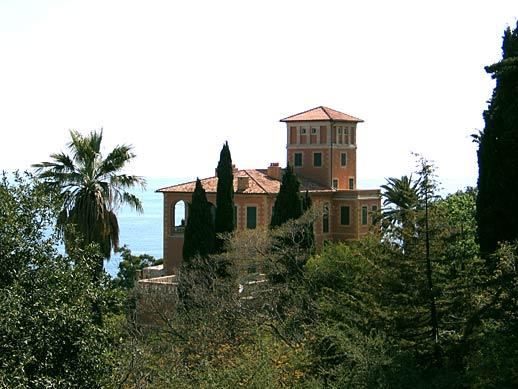
Vista do Jardim Hanbury

O jardim botânico Hanbury, situado em La Mortola, perto de Ventimiglia, numa área de 18 hectares de uma vegetação luxuriante na costa do mar mediterrâneo, é hoje uma atração turística da região de Riviera dei Fiori, em Itália. Fica praticamente face à fronteira com a França. O jardim foi uma propriedade privada de Sir Thomas Hanbury, um rico comerciante britânico, com importantes negócios no oriente. Seu irmão, um famoso farmacologo, Daniel Hanbury, foi quem organizou a compra das espécies botânicas. O objectivo era criar neste lugar deslumbrante na costa da Riviera um dos mais impressionantes jardins botânicos do mundo.

## História
Em 1867, Thomas Hanbury está de férias na Riviera Italiana e fica apaixonado por um palácio localizado numa encosta frente ao mar em La Mortola. Decide comprar a propriedade e instalar-se aqui até ao fim da sua vida. O jardim deveria conter plantas dos 5 continentes (Giardini dei Cinque Continenti).
O irmão, Daniel Hanbury, bem como outros mestres da botânica e da jardinagem como Gustav Cronemeyer, Kurt Dinter, Alwin Berger estiveram envolvidos no desenvolvimento do jardim. 

### Cecil
Após a morte de Thomas Hanbury em 1907, a propriedade passou para a mão do filho, Cecil Hanbury.

### Lady Dorothy
Finda a Primeira Guerra Mundial, a mulher de Cecil vai tomar conta do jardim e da sua restauração

### Segunda Guerra Mundial
O terreno foi palco de batalha na Segunda Guerra Mundial. Foi palco de tiros de artilharia, marchas de tropas e vandalismo.

### Estado Italiano
Em 1960, Lady Dorothy vendeu a propriedade ao estado italiano, com a condição de que este não o voltasse a vender. O Jardim passou a ser dirigido pelo Instituto Internacional para os Estudos da Liguria

### Universidade de Génova
Em 1987 a Universidade de Génova passou a tomar conta da propriedade. 